# Yonne (departement)
Yonne (89) is een Frans departement, vernoemd naar de rivier de Yonne die van zuid naar noord het departement doorsnijdt.

## Geschiedenis
Het departement was een van de 83 departementen die werden gecreëerd tijdens de Franse Revolutie, op 4 maart 1790 door uitvoering van de wet van 22 december 1789, uitgaande van een deel van de provincie Bourgondië.

## Geografie
Yonne is omgeven door de departementen Aube, Côte-d'Or, Nièvre, Loiret en Seine-et-Marne.
Waterlopen: de Yonne is de belangrijkste rivier in het gebied.

## Demografie
De inwoners van Yonne heten Icaunais.

### Demografische evolutie sinds 1962
| Naam       | Index 1962 | Index 1968 | Index 1975 | Index 1982 | Index 1990 | Index 1999 | Index 2008 | Index 2019 |
| ---------- | ---------- | ---------- | ---------- | ---------- | ---------- | ---------- | ---------- | ---------- |
| Yonne      | 100,0      | 105,0      | 111,1      | 115,3      | 119,7      | 123,5      | 126,9      | 124,5      |
| Frankrijk* | 100,0      | 107,1      | 113,3      | 117,0      | 121,9      | 126,0      | 133,8      | 140,1      |

| Naam       | Inw./Km² 1962 | Inw./km² 1968 | Inw./km² 1975 | Inw./km² 1982 | Inw./km² 1990 | Inw./km² 1999 | Inw./km² 2008 | Inw./km² 2019 |
| ---------- | ------------- | ------------- | ------------- | ------------- | ------------- | ------------- | ------------- | ------------- |
| Yonne      | 36,3          | 38,2          | 40,4          | 41,9          | 43,5          | 44,9          | 46,1          | 45,2          |
| Frankrijk* | 84,2          | 90,1          | 95,4          | 98,5          | 102,7         | 106,1         | 112,7         | 119,7         |

Frankrijk* = exclusief overzeese gebieden
Bron: Recensement Populaire INSEE - 1962 tot 1999 population sans doubles comptes, nadien Population Municipale
Op 1 januari 2022 had Yonne 333.896 inwoners.

### De 10 grootste gemeenten in het departement
| #  | Gemeente               | Aantal inwoners (2022) |
| -- | ---------------------- | ---------------------- |
| 1  | Auxerre                | 35.236                 |
| 2  | Sens                   | 27.275                 |
| 3  | Joigny                 | 9.055                  |
| 4  | Migennes               | 6.878                  |
| 5  | Avallon                | 6.346                  |
| 6  | Villeneuve-sur-Yonne   | 5.130                  |
| 7  | Paron                  | 4.855                  |
| 8  | Charny Orée de Puisaye | 4.854                  |
| 9  | Tonnerre               | 4.268                  |
| 10 | Saint-Florentin        | 4.230                  |

## Afbeeldingen

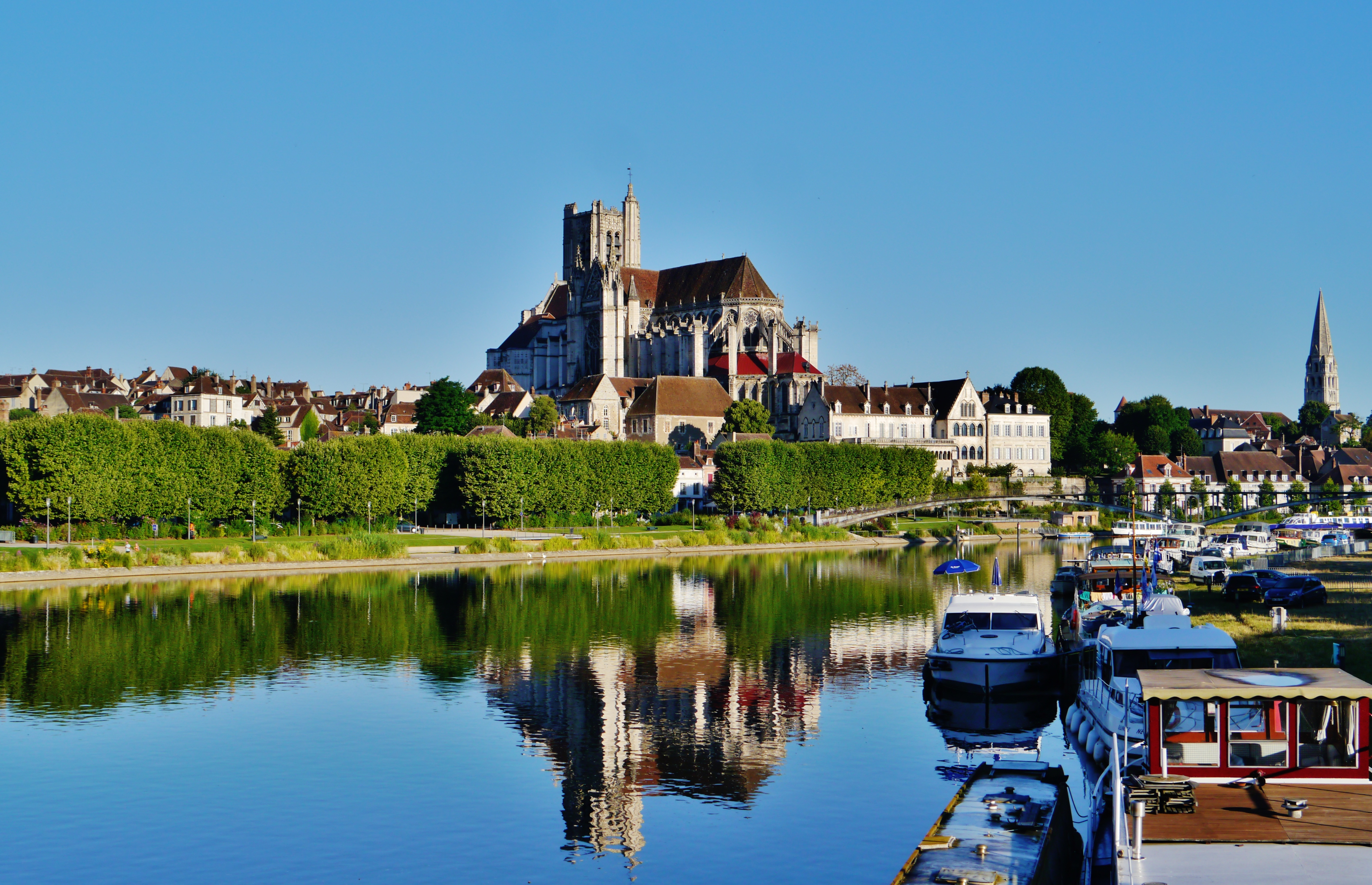
Auxerre
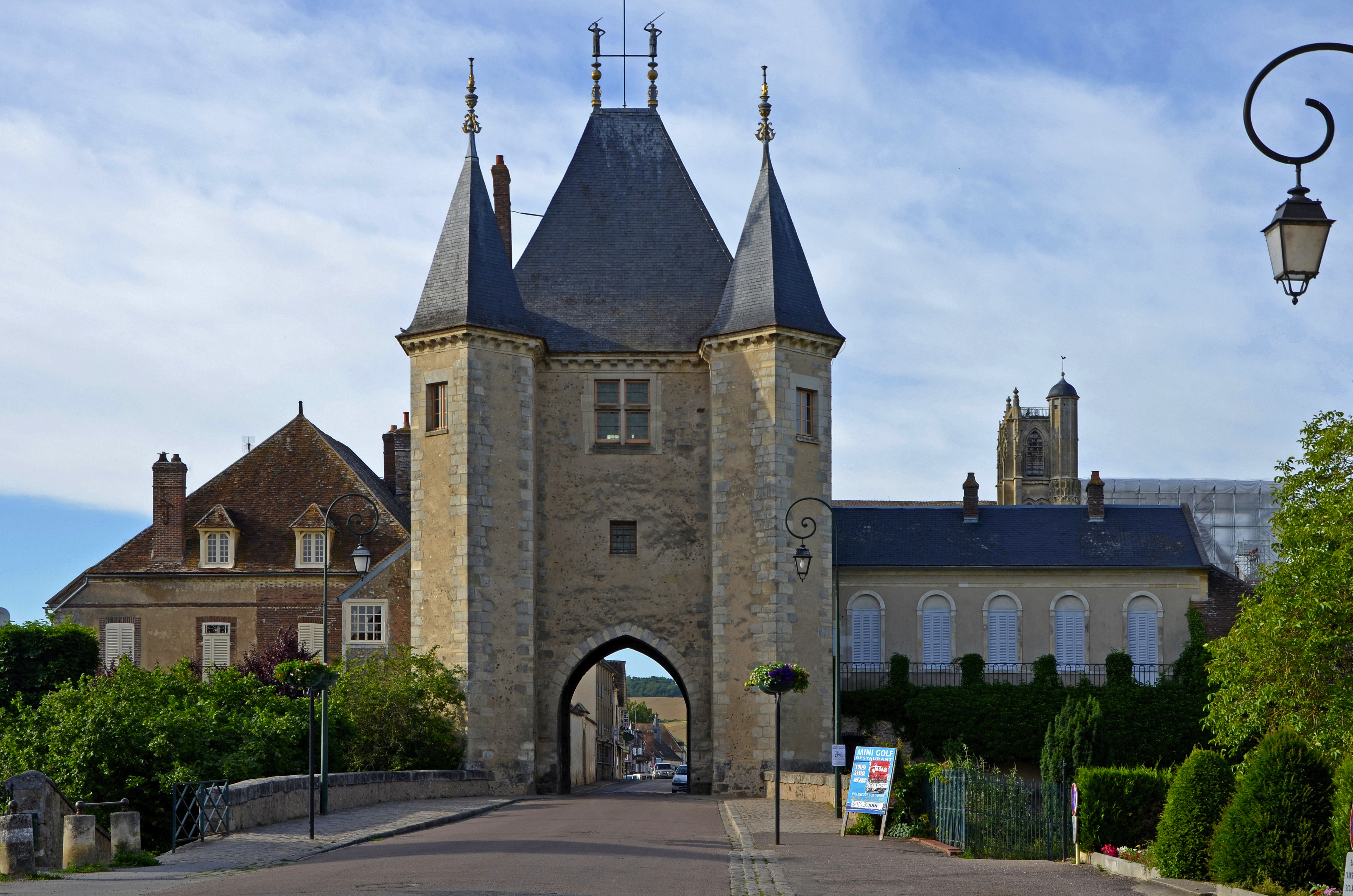
Porte de Joigny, Villeneuve-sur-Yonne
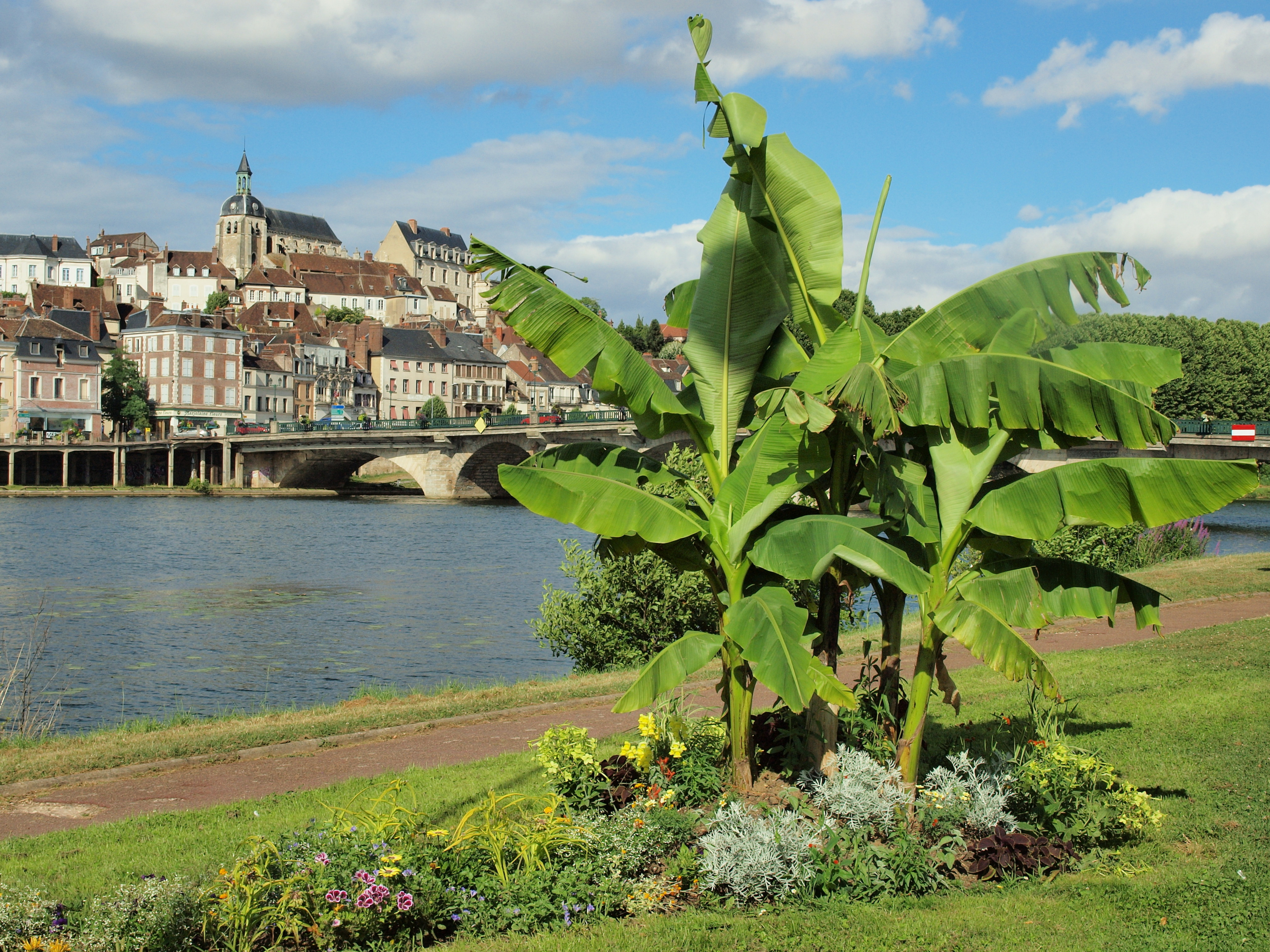
Joigny